# Biramus aggregatus
Biramus aggregatus är en insektsart som beskrevs av Oswald 2004. Biramus aggregatus ingår i släktet Biramus och familjen florsländor. Inga underarter finns listade i Catalogue of Life.